# Czarne zastępy – W hołdzie Kat
Czarne zastępy – W hołdzie Kat (zapis stylizowany Czarne zastępy – W hołdzie KAT) – tribute album, zarejestrowany dla uczczenia działalności polskiej grupy thrashmetalowej Kat. Album został wydany w 1996 roku nakładem wytwórni muzycznej Pagan Records. W 2007 roku kompilacja została dołączona do wielopłytowego wydawnictwa formacji KAT pt. Kat 1985–2005.

## Lista utworów
Źródło.
| Nr  | Tytuł utworu                | Zespół                    | Muzyka i słowa                                                                 | Długość |
| --- | --------------------------- | ------------------------- | ------------------------------------------------------------------------------ | ------- |
| 1.  | „Porwany obłędem”           | Damnation                 | Piotr Luczyk, Roman Kostrzewski                                                | 04:28   |
| 2.  | „Noce Szatana”              | North                     | Piotr Luczyk, Roman Kostrzewski, Wojciech Mrowiec, Tomasz Jaguś, Ireneusz Loth | 04:09   |
| 3.  | „Śpisz jak kamień”          | Unnamed                   | Piotr Luczyk, Roman Kostrzewski, Ireneusz Loth                                 | 05:09   |
| 4.  | „Ostatni tabor”             | Behemoth                  | Piotr Luczyk, Roman Kostrzewski, Wojciech Mrowiec, Tomasz Jaguś, Ireneusz Loth | 03:49   |
| 5.  | „Głos z ciemności”          | Grom                      | Piotr Luczyk, Roman Kostrzewski, Ireneusz Loth                                 | 07:55   |
| 6.  | „Czarne zastępy”            | Hermh                     | Piotr Luczyk, Roman Kostrzewski, Wojciech Mrowiec, Tomasz Jaguś, Ireneusz Loth | 03:16   |
| 7.  | „Bramy żądz”                | Luciferion ft. Snowy Shaw | Piotr Luczyk, Roman Kostrzewski                                                | 07:01   |
| 8.  | „Diabelski dom cz.2”        | Prophecy                  | Piotr Luczyk, Roman Kostrzewski, Ireneusz Loth, Tomasz Jaguś                   | 04:13   |
| 9.  | „Łza dla cieniów minionych” | Insomnia                  | Piotr Luczyk, Roman Kostrzewski, Ireneusz Loth, Jacek Regulski, Krzysztof Oset | 03:12   |
| 10. | „Mag-Sex”                   | Mastiphal                 | Piotr Luczyk, Roman Kostrzewski                                                | 04:22   |
| 11. | „Legenda wyśniona”          | Groan                     | Piotr Luczyk, Roman Kostrzewski                                                | 07:35   |
| 12. | „Wyrocznia”                 | Vader                     | Piotr Luczyk, Roman Kostrzewski, Wojciech Mrowiec, Tomasz Jaguś, Ireneusz Loth | 03:29   |
| 13. | „Płaszcz skrytobójcy”       | Taranis                   | Piotr Luczyk, Roman Kostrzewski, Krzysztof Oset, Ireneusz Loth, Jacek Regulski | 05:48   |
| 14. | „Masz mnie wampirze”        | Immanis                   | Piotr Luczyk, Roman Kostrzewski, Wojciech Mrowiec, Tomasz Jaguś, Ireneusz Loth | 02:44   |
| 15. | „Czas zemsty”               | Lux Occulta               | Piotr Luczyk, Roman Kostrzewski, Wojciech Mrowiec, Tomasz Jaguś, Ireneusz Loth | 05:38   |
|     |                             |                           |                                                                                | 1:12:48 |